# 抒情組曲 (ベルク)
『抒情組曲』（じょじょうくみきょく、ドイツ語:Lyrische Suite ）は、アルバン・ベルクが1925年から1926年にかけて作曲した弦楽四重奏曲。ベルクの弦楽四重奏曲は他に1910年作曲の弦楽四重奏曲 作品3がある。

## 概要
ベルクが十二音技法を用いて作曲した最初の大曲である（十二音技法を用いた最初の作品としては1925年に歌曲『私の両眼を閉じてください』（第2作）を作曲しており、この曲の音列を利用している）。ただし、全6楽章のうちこの技法が用いられたのは第1楽章と第6楽章の全体、第3楽章と第5楽章の一部で、他の部分は無調によっている。また、第2・第3・第4楽章は1928年に弦楽合奏のための「『抒情組曲』からの3楽章」に編曲された。
初演は1927年1月8日、ウィーンでコーリッシュ弦楽四重奏団によって行われた。弦楽合奏版の初演は1929年、ベルリンでホーレンシュタインによって行われている。出版は1927年、ウニヴェルザール出版社から行われた。
この作品は公にはツェムリンスキーに献呈されているが、題名はツェムリンスキーの『抒情交響曲』から取られており、第4楽章にはこの作品の第3楽章からの引用がある。また、他に第6楽章にはワーグナーの『トリスタンとイゾルデ』からの引用がある。
標題音楽的な内容は当初から指摘されていたが、ベルク本人は具体的な内容を明らかにしなかった。ヘレーネ夫人の死後の1977年になって、ベルクとハンナ・フックス＝ロベッティン夫人（フランツ・ヴェルフェルの姉）との不倫の恋が主題となっていることが明らかにされた（ベルクがハンナに渡していた手稿譜および詳細な解説が付けられた初版譜が、ハンナの娘ドロテア（Dorothea）により公開された）。全曲がハンナ・フックス（Hanna Fuchs）の頭文字の音HとF、アルバン・ベルク（Alban Berg）の頭文字の音AとB、そしてハンナを象徴する数「10」とベルクを象徴する数「23」を用いて構築されている（ただし、ハンナの数「10」の由来はいまだ不明で、研究が続けられている）。
ハンナに渡されていたこの作品の手稿譜には、ボードレールの『悪の華』の中の詩「深淵より我は叫びぬ」（シュテファン・ゲオルゲのドイツ語訳）が、第6楽章の第1ヴァイオリンのパートの下に書き込まれていた。これをメゾソプラノ歌手が歌う形での初演が、1979年11月1日にニューヨークで行われている。歌詞の内容は、曲の成立過程と関連があり、ベルクのハンナへの思いを知ることができる。
6つの楽章は急 - 緩が交互に配置されているが、曲が進むにつれて速い楽章はより速く、遅い楽章はより遅くなっている。

## 演奏時間
全6楽章で約32分。弦楽合奏版はおおよそこの半分で約16分。

## 楽曲構成
1. Allegretto gioviale（アレグレット・ジョヴィアーレ／快活なアレグロ）
十二音技法、二部形式。
2. Andante amoroso（アンダンテ・アモローソ／愛を込めたアンダンテ）
無調、ロンド形式。ハンナと息子のムンツォ（Munzo）、娘のドロテア（愛称Do Do）に捧げられている。
3. Allegro misterioso（アレグロ・ミステリオーソ／神秘的なアレグロ） - Trio estatico（恍惚のトリオ）
三部形式、主部が十二音技法で中間部が無調。
4. Adagio appassionato（アダージョ・アパッショナート／情熱的なアダージョ）
無調。第3楽章のトリオの展開。中間部で『叙情交響曲』第3楽章のバリトン独唱で歌われる"Du bist mein Eigen, mein Eigen"（お前は私のもの、私のもの）が引用される。
5. Presto delirando（狂気のプレスト） - Tenebroso（テネブローソ／暗く）
2つのトリオを持つスケルツォ（A-B-A-C-A）、トリオのみ十二音技法。
6. Largo desolato（ラルゴ・デソラート／悲嘆のラルゴ）
十二音技法。序奏の後「歌」（上記参照）が登場し、『トリスタンとイゾルデ』の序奏が暗示された後、第2ヴァイオリン、チェロ、第1ヴァイオリンの順に終了して、ヴィオラのみで静かに終結する。

## 音列
以下の音列はすべてFにはじまりHに終わる（上記の通り、ハンナ・フックスのイニシャルを逆に織り込んだもの）。
第1楽章に用いられている音列は以下の通り。
前半の6音がハ長調、後半の6音が変ト長調の音で構成されている。
また、音高を整理するとF-(短二度)-E-(長三度)-C-(短三度)-A-(長二度)-G-(完全五度)-D-(増四度)-A♭-(完全五度)-D♭-(長二度)-E♭-(短三度)-G♭-(長三度)-B♭-(短二度)-C♭(B)となり、12半音階における全ての音程を含んでいる。この音列は総音程音列、あるいは全音程音列と呼ばれる。さらに、DとA♭の間を境として、左右の6音の音程関係が鏡像となっており、シンメトリーとなっている。
第3楽章主部の音列は
B-A-F-H-C-G-C#-F#-G#-D-E♭-E
で（第1楽章の第4音と第10音を入れ替えたもの）、C#以降はGまでの6音の逆反行形である。冒頭4音はベルクとハンナのイニシャルであり、主部においてオスティナートとなる（残りの8音が音列として機能する）。
音列の第1・4・5・7・10・11・12音は上昇半音階になっており、ベルクは音列をこの7音と残りの5音に分割して別の楽器に割り当てている（第10小節からのヴィオラと第1ヴァイオリンのピッツィカートなど）:507。この7音と5音の抽出によって作られるものと同じリズム・パターンはすでに6小節めのチェロにはじまっており、中間部までに10回にわたって繰り返し出現する:508-510。
第5楽章トリオの音列は
C#-C-G#-D-F-A-E-B-H-E♭-F#-G
である（第3楽章の音列を4半音上げたもの（O4）のうち4音を入れ替えたもの）。
第4楽章の音列は、第5楽章の音列を4半音上げたもの（O4）
F-E-C-F#-A-C#-G#-D-E♭-G-B-H
だが、途中で「1、4、5、7、11、12」、「2、3、6、8、9、10」の順に抜き出した
F-F#-A-G#-B-H-E-C-C#-D-E♭-G
に変化し、上記の2つの音群を元に展開される。

### 演奏（第6楽章のオリジナル版付き）
エマーソン弦楽四重奏団、ルネ・フレミング
- 第1楽章 - YouTube
- 第2楽章 - YouTube
- 第3楽章 - YouTube
- 第4楽章 - YouTube
- 第5楽章 - YouTube
- 第6楽章 - YouTube
  - 第6楽章（ソプラノ付き） - YouTube